# Магнезіохроміт
Магнезіохроміт (рос. магнезиохромит; англ. magnesium chromite; нім. Magnesiochromit m) — мінерал, складний окис координаційної будови з групи хромшпінелідів.

## Загальний опис
Хімічна формула: MgCr2O4. Містить (%): MgO — 20,96; Cr2O3 — 79,04. Домішки: Fe2+, Fe3+, Al. Сингонія кубічна. Утворює масивні, тонкозернисті і щільні агрегати. Густина 4,2. Твердість 6,0. Колір чорний. Крихкий. Зустрічається в основних і ультраосновних породах. Рідкісний. Від магнезіо… й назви мінералу хроміту (G.M.Bock, 1868).

## Різновиди
Розрізняють:
- магнезіохроміт алюміністий (магнезіохроміт, який містить до 25 % Al2O3);
- магнезіохроміт залізистий (магнезіохроміт, який містить до 19 % FeO);
- магнезіохроміт залізний (магнезіохроміт, який містить до 7 % Fe2O3).